# Janet Baker
Janet Abbott Baker (Hatfield, Yorkshire del Sur, 21 de agosto de 1933) es una mezzosoprano inglesa considerada la mejor exponente de su cuerda desde Kathleen Ferrier (1912-1953).
Una de las más distinguidas exponentes de la cuerda mezzosoprano lírica se ha destacado por sus interpretaciones de música sacra, ópera barroca, canciones (Lieder y Melodies), ópera francesa y en el repertorio moderno con obras de su contemporáneo Benjamin Britten.

## Trayectoria

### Inicios
Estudió con Helen Isepp, tomó clases magistrales con Lotte Lehmann y Meriel St. Clair ganando el Premio Kathleen Ferrier y su perfeccionamiento en el Mozarteum de Salzburgo. Debutó en 1956 en el club de la Universidad de Oxford e inmediatamente en el Festival de Glyndebourne. 
En 1959 gana el premio de la Royal Academy lo que le permite cantar Rodelinda de Handel junto a Joan Sutherland.

### Ópera
Se la recuerda como Dido en la ópera Dido y Eneas de Purcell y Didon en la épica de Berlioz Les Troyens, como Poppea y Penélope en El retorno de Ulises de Monteverdi, como Rodelinda, Ariodante, Lucrezia, Tamerlano, Orlando y Giulio Cesare de Händel, como Diana en La Calisto de Cavalli, Hipólito y Aricia de Rameau, como Dorabella (Cosí fan tutte), Idamante (Idomeneo) y Vitellia (La clemenza de Tito) de Mozart, Charlotte en Werther de Massenet, Maria Stuarda de Donizetti, Octavian de Der Rosenkavalier de Richard Strauss y  Alceste y Orfeo de Gluck, los dos papeles con los que se retiró del escenario operístico en 1982. 

### Repertorio británico
Particularmente asociada con la ópera inglesa y sus contemporáneos William Walton y Benjamin Britten destacándose en Phedra, Troilus y Cressida, Owen Wingrave, A Midsummer Night's Dream, The rape of Lucrezia y los oratorios The Dream of Gerontius de Elgar y Hoide de Ralph Vaughan Williams.

### Repertorio sinfónico y de cámara
Fue igualmente apreciada como intérprete del Requiem de Verdi, de la Rapsodia para Contralto de Brahms y obras de Bach, Berlioz y en los solos de las sinfonías de Mahler así como en el extenso repertorio de Lieder y melodías: canciones de Schubert, Schumann, Haydn, Beethoven, Faure, Mahler, Berlioz y Britten.
Junto a Elisabeth Schwarzkopf, Christa Ludwig, Irmgard Seefried, Victoria de los Ángeles, Sena Jurinac, Fritz Wunderlich, Gérard Souzay, Dietrich Fischer-Dieskau, Hermann Prey y otros integró el excepcional grupo de cantantes que revivieron el arte del recital en la posguerra. 

## Discografía selecta
Deja un vasto legado discográfico, considerándose su lectura de las canciones Sea Pictures de Elgar uno de los clásicos de la discografía seguido muy de cerca por la Rapsodia para contralto, Les Nuits d'ete de Berlioz y de los ciclos de canciones de Mahler bajo la dirección de Sir John Barbirolli.
- Argento: From the Diary of Virginia Woolf, Isepp

- Bach: Cantatas

- Bach: Pasión según San Mateo, K.Richter

- Bach: Misa en si menor, Klemperer

- Bach: Misa en si menor, Marriner

- Bach: Magnificat, Barenboim

- Beethoven: Missa Solemnis, Giulini

- Beethoven: Canciones escocesas, Isepp

- Bellini, I Capuleti e i Montecchi, Patané

- Berlioz: Beatriz et Benedict, C.Davis

- Berlioz: Les nuits d'ete, Barbirolli

- Berlioz: Les troyens, extractos, Barbirolli

- Berlioz: La mort de Cleopatre, Gibson

- Berlioz: La mort de Cleopatre, C.Davis

- Berlioz: Herminie, C.Davis

- Berlioz: La damnation de Faust, Pretre

- Brahms: Rhapsody for contralto, Boult

- Britten: The rape of Lucrezia, Britten

- Britten: Phaedra, Bedford

- Britten: Gloriana, Britten

- Britten: Owen Wingrave, Britten

- Cavalli: Calisto, Leppard

- Chausson: Poeme de l'amour et de la mer, Previn

- Delius: Songs of Suntet, Groves

- Donizetti: Maria Stuarda, Mackerras

- Duruflé: Requiem, Ledger

- Elgar: Sea Pictures, Barbirolli

- Elgar: The dream of Gerontius, Barbirolli

- Fauré: La chanson d'Eve, Parsons

- Gluck: Alceste, Mackerras

- Gluck: Orfeo & Euridice, Herincx

- Handel: Cantatas, la Lucrezia, Leppard

- Handel: Giulio Cesare, Mackerras

- Handel: Ariodante, Leppard

- Handel: Rodelinda, Farconmbe

- Handel: Messiah, Mackerras

- Mahler: Lieder aus der Jugendzeit, Parsons

- Mahler: Kindertotenlieder, Rückert Lieder, Barbirolli

- Mahler: Das Lied von der Erde, Haitink

- Mahler: Das Lied von der Erde, Kempe

- Mahler: Das Lied von der Erde, Kubelik

- Mahler: Sinfonía n.º 2, Bernstein

- Mahler: Sinfonía n.º 2, Rattle

- Mahler: Sinfonía n.º 2, Klemperer

- Mahler: Sinfonía n.º 2, Barbirolli

- Massenet: Werther (en inglés), Mackerras

- Mendelssohn: Elijah, Rafael Frühbeck de Burgos

- Mozart: Così fan tutte, C.Davis

- Mozart: La clemenza de Tito, C.Davis

- Mozart: Requiem, Barenboim

- Purcell: Dido and Eneas, Leppard

- Purcell: Dido and Eneas, Lewis

- Ravel: Shéhérazade, Barbirolli

- Schönberg: Gurrelieder, Ferensick

- Schubert: Lieder, Moore

- Schubert: Lieder, Graham Jonhson

- Schumann: Frauenliebe und leben, Isepp

- Schumann: Frauenliebe un leben, Barenboim

- Tippett: A child of our time, C.Davis

- Verdi: Requiem, Solti

- Wagner: Wesendonck Lieder, Goodall

- Walton: Troilus and Cressida, Foster

DVD
- Donizetti: Maria Stuarda, Mackerras

- Gluck: Orfeo & Euridice, Leppard

- Handel: Giulio Cesare, Mackerras

- Mahler: Sinfonía n.º 2, Bernstein

- Monteverdi: Il ritorno d'Ulisse in patria, Leppard

- Full Circle, su último año en ópera

## Premios y reconocimientos
En 1976 fue nombrada Dama del Imperio Británico.
Entre 1991 y 2004 fue canciller de la Universidad de York.
En 1993 fue condecorada con la Orden de los Compañeros de Honor.
En 1979 recibió el Premio Leonie Sonning de Dinamarca.
En 2007 recibe el Premio World of Song  de la Fundación Lotte Lehmann
- En 1956 se casó con James Keith Shelley.

- En 1982 publicó sus memorias bajo el título Full Circle.

- Biografía: Janet Baker por Alan Blyth